# شامبيون إس. تشيس
شامبيون إس. تشيس هو محامي وسياسي أمريكي، ولد في 20 مارس 1820 في كورنيش في الولايات المتحدة، وتوفي في 3 نوفمبر 1898 في أوماها في الولايات المتحدة. نشط حزبياً في الحزب الجمهوري. وقد انتخب عضو مجلس ولاية ويسكونسن ‏.